# 山口四郎
山口 四郎（やまぐち しろう、1919年6月22日 - 2008年12月30日）は、ドイツ文学者、翻訳家。中央大学名誉教授。1976年に第49回オール読物新人賞を受賞した山口四郎は別人。

## 略歴
東京生まれ。東京帝国大学独文科卒。第五高等学校教授、第四高等学校教授、戦後東京学芸大学助教授、中央大学文学部助教授、教授。1990年定年退任、名誉教授。ゲーテ、ヘッセなどの詩の韻律研究を専門としたが、ドイツ児童文学の多くの翻訳をおこなった。

## 著書
- 『ドイツ韻律論』（三修社） 1973
- 『ドイツ詩必携 詩法と評釈』（鳥影社・ロゴス企画部） 2001
- 『親の思い子知らず』（鳥影社・ロゴス企画部） 2003

## 翻訳
- 『ふたりのアフリカ探検家』（フランク(Hans Franck)、高橋健二共訳、東京創元社、世界少年少女文学全集 第2部8(ドイツ編2)） 1958
- 『キュリー夫人』（タウシンスキイ(Oskar Jan Tauschinski)、あかね書房、あかね文庫5） 1959
- 『チロルの夏休み』（テツナー(Lisa Tetzner)、あかね書房、あかね文庫12） 1960
- 『ノンニの冒険』（スウェンソン(Jon Stefan Svensson)、あかね書房、世界児童文学全集23） 1960
- 『愛のデュエット - シューマン夫妻書簡集』（H・W・ベール編、筑摩書房、世界ノンフィクション全集25） 1961
- 『マゼランの世界一周』（ツバイク(Stefan Zweig)、講談社、世界ジュニアノンフィクション全集13(探検編4)） 1962
- 『おちゃめなピッピ』（リンドグレーン、講談社、少年少女世界名作全集50） 1963
- 『愛の一家』（ザッパー、講談社、少年少女新世界文学全集15(ドイツ古典編2)） 1963
- 『野うさぎゼッペル / 赤いキツネ』（フレロング(Svend Fleuron)、あかね書房、少年少女世界動物文学全集5） 1964
- 『ふしぎなランプ』（マックス・フェーゲリ(Max Voegeli)、あかね書房、国際児童文学賞全集5） 1965
- 『ポガーの水車小屋』（アルトゥール・マクシミリアン・ミラー(Arthur Maximilian Miller)、講談社、世界少女名作全集15） 1965
- 『アルプスの少女』（ヨハンナ・スピリ、講談社、世界名作全集10） 1965
のち講談社青い鳥文庫
- 『探検家としてのわが生涯』（スヴェン・ヘディン、白水社、ヘディン中央アジア探検紀行全集11） 1966
- 『バンベルガー世界童話の本』1 - 3（リヒアルト・バンベルガー、あかね書房） 1967
1)三びきの子ぶた
2)赤ずきん
3)ねこのおうさま
- 『カスペルルとアンネルル』（ブレンターノ、中央公論社、世界の文学54） 1967
- 『飛ぶ教室』（ケストナー、講談社、世界の名作図書館19） 1968 
のち講談社青い鳥文庫
- 『ジーノのあした』（ブルックナー(Karl Bruckner)、あかね書房） 1968
のち福武文庫JOYシリーズ
- 『ヘッセ詩集』（ヘッセ、角川文庫） 1969
- 『そらからきたひつじ』（フレート・ロドリアン(Fred Rodrian)、あかね書房、世界の創作幼年童話3） 1970
- 『いとしのゼンタ ある友情の物語』（パウル・アイパー(Paul Eipper)、講談社） 1970
- 『ことりのともだち』（ウルズラ・ヴァレンチン(Ursula Valentin)、あかね書房、世界の創作幼年童話7） 1971
- 『のどか森の動物会議』（B・ロルンゼン(Boy Lornsen)、あかね書房、あかね世界の児童文学） 1975
のち講談社青い鳥文庫
- 『少女レンカ』（J・プロハスカ(Jan Procházka)、あかね書房） 1976
- 『アパッチの酋長ヴィネトゥ』1 - 2（カール・マイ、エンデルレ書店、カール・マイ冒険物語13・14） 1978 - 1980
のち『ヴィネトゥの冒険 - アパッチの若き勇者』上・下（筑摩書房） 2003
- 『ゲーテ全集 1』（ゲーテ、潮出版社） 1979
- 『ドイツ詩抄』（白凰社） 1983
- 『口誦ドイツ詩集』（鳥影社） 2000
- 『犬と暮らした季節 ゼンタからの最後の贈りもの』（パウル・アイパー、三修社） 2002
- 『口誦ゲーテ詩集』（中央大学出版部） 2004.7
- 『グリム童話』1 - 3（グリム兄弟、冨山房インターナショナル） 2004
- 『ネコのつけた日記』（ヨセフ・コラールシュ(Josef Kolár)、冨山房インターナショナル） 2004